# Yonatan Netanyahou
Pour les articles homonymes, voir Netanyahou.
Yonatan Netanyahou (en hébreu : יוֹנָתָן נְתַנְיָהוּ), dit Yoni (יוני), né le 13 mars 1946 et mort le 4 juillet 1976, est le commandant de la Sayeret Matkal (unité des forces spéciales israéliennes) de 1975 à juillet 1976.

## Biographie
Il est tué en service lors du raid d'Entebbe en Ouganda, mené pour libérer les otages d'un vol Air France Paris-Tel Aviv détourné. Yonatan Netanyahou fait depuis figure de héros du raid d'Entebbe. Son frère cadet Benyamin Netanyahou a créé en son honneur le Yonathan Institute for the Study of Terrorism, une plate-forme de réflexion et de discussion.
À Entebbe en 2016, Benyamin Netanyahou, en tournée africaine, rend hommage à son frère aîné Yonathan, abattu dans les premières minutes de l'assaut le 4 juillet 1976.

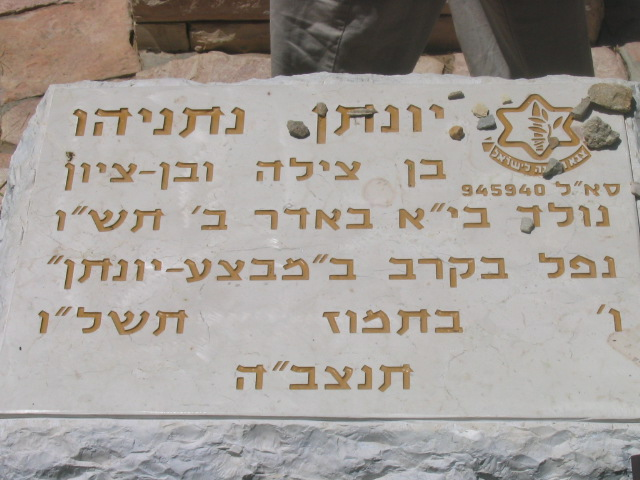
Pierre tombale de Yonatan Netanyahou.